# Linia kolejowa nr 695
Linia kolejowa nr 695 – drugorzędna, jednotorowa, zelektryfikowana linia kolejowa łącząca rozjazd nr 103 z rozjazdem nr 102 na stacji Cieszyn.